# Jardín Mehan
El Jardín Mehan (originalmente Jardín Botánico de Manila) es un espacio abierto en Manila, la capital del país asiático de Filipinas. Fue establecido en 1858 por las autoridades coloniales españolas como un jardín botánico, en las afueras de la ciudad amurallada.

## Historia
El jardín, establecido por el gobernador Fernando de Norzagaray, formó parte de una de una serie de jardines botánicos establecidos en Asia por las potencias coloniales europeas (como, por ejemplo, el Jardín Botánico de Calcuta, establecido en 1787, y el Jardín Botánico de Buitenzorg, en 1817).
Sebastián Vidal fue el director más conocido del jardín. Llegó a las Filipinas en 1871 para trabajar en el servicio forestal (Inspección General de Montes). Fue director entre 1878 hasta su muerte en 1889. Su obituario lo describió como "casi un pionero en la investigación de la flora de Filipinas".
Los ocupantes estadounidenses de Manila decidieron que el lugar no era adecuado para un jardín botánico y era más apropiado para un parque público. En 1913 pasó a llamarse así (Mehan Garden) en honor de John C. Mehan, que estuvo a cargo de los parques y el saneamiento de Manila. El Jardín fue declarado sitio histórico por el Instituto Histórico Nacional en 1934. 